# Arlind Ajeti
Arlind Afrim Ajeti, mais conhecido como Arlind Ajeti (Basileia, 25 de setembro de 1993), é um futebolista albanês que atua como zagueiro. Atualmente defende o Bodrum FK.

## Carreira
Ajeti fez parte do elenco da Seleção Albanesa de Futebol da Eurocopa de 2016.